# Allan Ahlberg
Allan Ahlberg (ur. 5 czerwca 1938 w Croydon, zm. 29 lipca 2025) – brytyjski pisarz tworzący literaturę dla dzieci. Wiele utworów pisał wraz z żoną Janet Ahlberg (1944–1994).

## Dzieła
- Burglar Bill, 1977, proza dla dzieci
- Cops and Robbers, 1978, proza dla dzieci
- Each Peach Pear Plum, 1978, poezja dla dzieci
- Mr Biff the Boxer, 1980, poezja dla dzieci
- Ten in a Bed, 1983, proza dla dzieci
- Please Mrs Butler, 1983, poezja dla dzieci
- The One True Santa, 1985, proza dla dzieci
- The Jolly Postman, 1986, proza dla dzieci
- The Mighty Slide, 1988, poezja dla dzieci
- It was a Dark and Stormy Night, 1993, proza dla dzieci
- Heard it in the Playground, 1989, poezja dla dzieci
- The Mysteries of Zigomar, 1997, poezja dla dzieci
- The Man Who Wore All His Clothes, 2001, proza dla dzieci
- The Boy, the Wolf, the Sheep and the Lettuce, 2004, proza dla dzieci
- Collected Poems, 2008, poezja dla dzieci